# Gellér László (kardiológus)
Gellér László dr. (teljes nevén Gellér László Alajos; (1971. december 19. –)
magyar orvos (kardiológus), osztályvezető, egyetemi tanár, tanszékvezető-helyettes.

## Kutatási területe
Klinikai és kísérletes elektrofiziológia (Invazív kardiológia, az ischemiás szívbetegségek és az acut myocardiális infarktus invazív kezelése, ritmuszavarok pacemaker és ICD, valamint katéterablációs kezelése)

## Életpályája
- 1999 Semmelweis Orvostudományi Egyetem, Ér- és Szívsebészeti Klinika klinikai orvos
- 2002 Semmelweis Orvostudományi Egyetem, Ér- és Szívsebészeti Klinika, egyetemi tanársegéd
- 2003 PhD diploma Dolgozat címe: Elektrofiziológiai változások Endothelin-1, ischaemia és reperfúzió hatására kísérletes modellben
- 2005 Semmelweis Orvostudományi Egyetem, Általános Orvostudományi Kar, belgyógyász szakvizsga
- 2007 Semmelweis Orvostudományi Egyetem, Általános Orvostudományi Kar, egyetemi adjunktus
- 2007 Honoris Causa licenc – Elektrofiziológia és pacemaker / ICD terápiában
- 2008 Semmelweis Egyetem, Városmajori Szív- és Érgyógyászati Klinika, Elektrofiziológiai laboratórium, földszinti egynapos kardiológiai osztály osztályvezető
- 2008 Semmelweis Orvostudományi Egyetem, Általános Orvostudományi Kar, kardiológus szakvizsga
- 2009 Intervenciós Kardiológiai licenc expert színtű szakvizsga
- 2012 Certified professional in Cardiac Electrophysiology by the European Heart Rhythm Association (EHRA)
- 2012 Semmelweis Orvostudományi Egyetem, Általános Orvostudományi Kar, egyetemi docens
- 2014 Semmelweis Orvostudományi Egyetem, Általános Orvostudományi Kar, habilitáció

Habilitációs tézis címe: Kísérletes vizsgálatok és eszközös kezelési lehetőségek szívritmuszavarok és szívelégtelenség esetén
- 1996–1999 Semmelweis Egyetem Elméleti Orvostudományok Doktori Iskola, PhD ösztöndíj
- Kutatási téma: Kamrai aritmiák klinikai és experimentális elektrofiziológiai vizsgálata, kezelése témavezető: Prof. Dr. Juhász-Nagy Sándor
- 1996 Semmelweis Orvostudományi Egyetem, Általános Orvostudományi Kar, általános orvosi diploma cum laude minősítéssel

Szakdolgozat címe: Súlyos kamrai aritmiák pathomechanizmusa, diagnosztikája és kezelése
- 1994–1996 Tudományos diákköri (TDK) munka a Semmelweis Orvostudományi Egyetem, Ér- és Szívsebészeti Klinikán, klinikai és experimentális elektrofiziológia tárgykörben
- 1995–1996 Ruprecht – Karls – Heidelbergi Egyetem, Innere Medizin III. Abteilung Elektrophysilogie, Heidelberg, Németország – tanulmányút
- 1989 Könyves Kálmán Gimnázium, Budapest érettségi

## Munkahelyei
- 2012 Semmelweis Egyetem, Városmajori Szív- és Érgyógyászati Klinika, osztályvezető, egyetemi docens, tanszékvezető helyettes, klinika elektrofiziológiai laboratóriumának vezetője
- 2008 Semmelweis Egyetem, Városmajori Szív- és Érgyógyászati Klinika, kardiológus szakorvos, Elektrofiziológiai laboratórium, egynapos kardiológiai osztályvezetője
- 2007 Semmelweis Egyetem, Városmajori Szív- és Érgyógyászati Klinika, egyetemi adjunktus
- 2002 Semmelweis Orvostudományi Egyetem, Ér- és Szívsebészeti Klinika, egyetemi tanársegéd
- 1999 Semmelweis Orvostudományi Egyetem, Ér- és Szívsebészeti Klinika klinikai orvos, kardiológus szakorvosjelölt

## Díjai, elismerései
- 2016 Bolyai plakett 2016 – Magyar Tudományos Akadémia
- 2012 Certified professional in Cardiac Electrophysiology by the European Heart Rhythm Association (EHRA)
- 2009 Az Év Orvosa 2009 – Semmelweis Egyetem Budapest, Városmajori Szív- és Érgyógyászati Klinika
- 2006 Cardiovascularis Centrumért díj – Ritmuszavarok nem gyógyszeres kezelésében végzett munkájáért
- 2003 Kúnos István Díj – Kísérletes tudományos munkájáért
- 1996 I. díj - Rektori Pályázat (Semmelweis Orvostudományi Egyetem, Budapest)
- 1996 I. díj és rektori dicséret - kardiológia szekcióban (Semmelweis Egyetem Orvos- és Gyógyszerésztudományi Diákköri Konferencia, Budapest)
- 1994 II. díj - keringés szekcióban (Semmelweis Egyetem Orvos- és Gyógyszerésztudományi Diákköri Konferencia, Budapest)

## Publikációi
Független hivatkozások száma: 513; Tudományos közlemények száma: 147; Tudományos folyóiratcikk: 109;
Megjelent idézhető absztrakt: 83; Könyvrészlet száma: 8; H-index:14.

## Tudományos szervezeti tagságai
- 1996 International Society for Heart Research tagja
- 1996 A Magyar Kardiológusok Társaságának (MKT) tagja
- 2001 Magyar Kardiológusok Társasága Ifjúsági Bizottságának Elnöke és elnökségi tagja
- 2007 Magyar Kardiológusok Társaságának Aritmia és Pacemaker Munkacsoport alelnöke
- 2008 A European Society of Cardiology (ESC) tagja
- 2010 Magyar Kardiológusok Társaságának Külügyi Alelnöke, jelenleg is elnökségi tag
- 2010 A European Heart Rhythm Association (EHRA) tagja
- 2010-2013    Magyar Kardiológusok Társaságának Aritmia és Pacemaker Munkacsoport Elnöke, azt követően is elnökségi tag
- 2013 Magyar Kardiológusok Társasága Szívelégtelenség Munkacsoportjának valamint az Intervenciós Kardiológia Munkacsoportjának elnökségi tagja

## Bírálói tevékenysége tudományos folyóiratokban
- Orvosi Hetilap (2010);
- Europace (2010).

## Oktatási tevékenysége
- 2014-2015-től Semmelweis Egyetem, ÁOK, Sportkardiológia kötelezően választható tantárgy, előadó magyar nyelven
- 2009-2010-től Semmelweis Egyetem, ÁOK, EKG a klinikumban (későbbiekben EKG a betegágy mellett) kötelezően választható tantárgy, előadó, magyar nyelven
- 2009-2010-től Semmelweis Egyetem, ÁOK, IV. éves graduális oktatás, angol nyelven, előadó és gyakorlatvezető
- 2007-2008-től Semmelweis Egyetem, ÁOK, IV. éves graduális oktatás, előadó és gyakorlatvezető magyar nyelven
- 2007-2013 Budapest Műszaki Egyetem - Semmelweis Egyetem – Állatorvostudományi Egyetem / Egészségügyi Mérnökképzés, előadó magyar nyelven
- 2003-2007 Semmelweis Egyetem, ÁOK, IV. éves graduális oktatás, előadó magyar nyelven
- 1999-2003 Semmelweis Egyetem, ÁOK, IV. éves graduális oktatás, gyakorlatvezető magyar nyelven

## Konferenciaszervezési tevékenysége
- 2001 Magyar Kardiológusok Társasága Ifjúsági Bizottságának elnökeként - 6 kongresszus főszervezője
- 2010-2013 Magyar Kardiológusok Társaságának Aritmia és Pacemaker Munkacsoport Elnöksége alatt – 3 kongresszus szervezőbizottságának tagja

## Nyelvtudása
- Angol nyelv: Írás- és szóbeli („C” típusú) középfokú nyelvvizsga (1996)
- Orosz nyelv: Írás- és szóbeli („C” típusú) alapfokú nyelvvizsga (1990)